# П'ятра (комуна)
П'ятра (рум. Piatra) — комуна у повіті Телеорман в Румунії. До складу комуни входить єдине село П'ятра.
Комуна розташована на відстані 101 км на південний захід від Бухареста, 22 км на південний захід від Александрії, 122 км на південний схід від Крайови.

## Населення
За даними перепису населення 2002 року у комуні проживала 3861 особа.
Національний склад населення комуни:
| Національність | Кількість осіб | Відсоток |
| -------------- | -------------- | -------- |
| румуни         | 3695           | 95,7%    |
| цигани         | 165            | 4,3%     |
| турки          | 1              | < 0,1%   |

Рідною мовою назвали:
| Мова      | Кількість осіб | Відсоток |
| --------- | -------------- | -------- |
| румунська | 3795           | 98,3%    |
| циганська | 64             | 1,7%     |
| угорська  | 1              | < 0,1%   |
| турецька  | 1              | < 0,1%   |

Склад населення комуни за віросповіданням:
| Релігія       | Кількість осіб | Відсоток |
| ------------- | -------------- | -------- |
| православні   | 3804           | 98,5%    |
| адвентисти    | 51             | 1,3%     |
| баптисти      | 3              | 0,1%     |
| п'ятдесятники | 1              | < 0,1%   |
| мусульмани    | 1              | < 0,1%   |
| атеїсти       | 1              | < 0,1%   |